# Germanske folkeslag
Germanske folkeslag er en historisk betegnelse for de folk der omkring vor tidsregnings begyndelse talte et germansk sprog, herunder de stammer der beboede Skandinavien og Nordtyskland 500-400 f.Kr, hvorfra de spredte sig et par århundreder efter. Man regner med at germanerne holdt kvæg og dyrkede agerbrug, De var organiseret i stammer, hvor en høvding ledede hver enkelt stamme. I middelalderens litteratur findes blandt de ældste germanske folkenavne kimbrerne, der menes at stamme fra (det nuværende) Jylland. Andre kendte folkenavne er frankerne og goterne, der kom til at dominere de galliske provinser, og anglerne og sakserne, der kom til at dominere det engelske ø-rige. Deres mytologi er i en senere genfortælling kendt fra de norrøne sagaer.

## Benævnelsen "germaner"
Så vidt vi ved, kaldte ingen folkeslag i oldtiden sig "germanere"; navnet er overleveret fra romerske og græske forfattere. Det dukker langt senere op end keltere (gr. keltoi ).
Den første der benytter ordet "germaner", er angiveligt den græske historiker Poseidonios i år 100 f.Kr. Den originale omtale er ikke bevaret, og eftertidens kendskab skyldes grækeren Athenaios, der skriver:
"Som Poseidonios beretter i 30. bog, spiser germanerne til morgenmad stegte stykker kød, hvortil de drikker mælk og ublandet vin".
(Poseidonios: Historiai, fragment 22)
Der knytter sig usikkerhed til tolkningen af tekststedet: det fremgår ikke om germanerne henviser til en stamme, et folk eller en på anden vis afgrænset gruppe. Det kan dreje sig om en forvanskning af et gammelt germansk ord, gaizamannos (= spydmænd), som et germansk samfund kan have benyttet om sig selv.
Den ældste tekst hvori man kan læse ordet "germanere", på latin germani, er en tale Cicero holdt i det romerske senat i 56 f. Kr. Han anbefalede at Julius Cæsar kunne fortsætte sit consul-styre over Gallien, og omtalte i den forbindelse at Cæsar havde nedkæmpet germanere og helvetiere og folkeslag, som ingen havde hørt eller læst om. Noget senere dukker ordet op igen i Cæsars skrift Gallerkrigene, hvor germanerne omtales fra første side af og spiller en vigtig rolle hele værket igennem. Ordet "germaner" forekommer ikke i germanernes sprog, andet end som låneord fra latin; ej heller kan det udledes fra noget germansk ord. På latin betyder germani "helbrødre" (modsat "halvbrødre" og "adoptivbrødre"), men det har næppe noget med germanere at gøre. Når Cæsar beskrev dem som en sammenhængende gruppe, adskilt fra gallere og skytere, skyldtes det at de talte et fælles sprog, at de førte krig på en anden måde end nabofolkene, og at de var foruroligende dygtige krigere.
Det første sikre vidnesbyrd om germanerne skyldes Cæsar, der i første kapitel af Gallerkrigene beretter om nogle germanere bosat på den anden side af Rhinen (set i forhold til Gallien), altså på senere tysk område. Det sker i forbindelse med en beskrivelse af folkegrupperne i Gallien:
"Gallien består i alt af tre landområder. I det ene bor belgerne, i det andet aquitanerne, i det tredie kelterne, som de kalder sig selv, mens vi kalder dem gallere. ... Af de tre nævnte befolkningsgrupper er belgerne de tapreste. Det skyldes, at de lever længst væk fra kulturen og civilisationen i vor provins og kun yderst sjældent får besøg af handelsmænd som bringer dem varer der blødgør deres krigeriske sindelag. Desuden bor de nærmest de germanere, der bor på den anden side af Rhinen, med hvem de ustandselig fører krig."
(Cæsar: Gallerkrigene, 1,1,1-3) 
Videre i værket om gallerkrigene udbreder Cæsar sig yderligere om germanerne, og sammenstiller dem blandt andet med gallerne for at fremhæve forskelle mellem de to folkegrupper.
Man kan således sige at det først er i sidste århundrede f.Kr., og i særdeleshed takket være Cæsar, at de antikke forfattere begynder at udskille og benytte benævnelsen "germanere" om folk som boede eller stammede fra området mellem kelternes bosætningsområde mod vest og skyternes bosætningsområde mod øst.
Fra og med 400-tallet er ordet "germanere" sjældnere at se i latinske tekster. En af de sidste til at bruge ordet var Ammianus Marcellinus, der i 300-tallet beskrev blandt andet grænsekrige mod alemannerne, som han selv havde deltaget i. Han kaldte skiftevis modstanderne "alemannere" og "germanere". Prokopios skrev i 500-tallet om "frankere, der før blev kaldt germanere". Efter 500-tallet forsvandt betegnelsen "germanere" nærmest helt fra latinske og græske tekster. I stedet benyttede man de enkelte folkegruppers navn på sig selv, såsom "gotere", "frankere" osv. Disse folkeslag havde aldrig selv kaldt sig germanere, og begrebet forsvandt dermed fra folks forestillingsverden engang i senantikken.

## Germanske folk og stammer
Både hos Cæsar og i andre antikke kilder fremgår det at germanerne ikke udgjorde én samlet gruppe, men tværtimod var opdelt i en række stammer og folkeslag; med andre ord at benævnelsen – ved siden af benævnelserne gallere og skytere – var at opfatte som en geografisk kategori omtrent på samme måde som verden i nutiden inddeles i Europa, Asien og Afrika, og befolkningen tilsvarende i europæere, asiater og afrikanere alene som udtryk for deres bosted, men ikke som national eller etnisk kategori. Omvendt synes det klart at benævnelserne på stammer og folk må opfattes som nationale og etniske benævnelser, i ikke ringe udstrækning sammenfaldende med de pågældende stammers og folks selvforståelse.
Omtalen af de germanske folk og stammer i de antikke kilder er spredt og noget tilfældig. Den mest omfattende oversigt over stammer og folk findes i Tacitus' Germania. Den variation der gør sig gældende fra kilde til kilde gør det selvsagt vanskeligt eller umuligt at sige om variationen skyldes at der er tale om nye eller forsvundne folkegrupper, eller om tilfældigheder som følge af forfatterens kendskab eller mangel på samme til forholdene i Germanien.

## Møde med romerne
De germanske stammer trængte ned gennem Midteuropa mod Rom. Italienerne stiftede først bekendtskab med dem i 113 f.Kr, da kimbrerne og teutonerne rykkede ind i vore dages Østrig. Ti år senere anmodede de om blive tildelt et blivende sted i Italien. De tilføjede den romerske hær et alvorligt nederlag, før de selv blev helt nedkæmpet. Andre trak fra de vestlige østersøegne mod Rhinen og Main, men blev i 58 f.Kr. standset af romerne i Gallien. Romerne prøvede derefter forgæves at erobre germanernes område frem til Elben.
Den første der gjorde et virkeligt forsøg på at beskrive dem, er Julius Cæsar, som imidlertid kun havde kendskab til germanske stammer bosat ved Rhinen. Hans beretning indeholder derfor forvirrende elementer, som at elgen i de germanske skove er uden knæ, og at enhjørningen sammesteds har et horn, hvor spidsen deler sig i et gevir. Han understregede at germanernes jord og levestandard var langt dårligere end gallernes, og skabte indtryk af Rhinen som en grænse mellem de to folkeslags områder, hvad den ikke var. Han ville bevidst også skabe indtryk af germanerne som så vilde og farlige at romerne var forpligtet til at beskytte gallerne mod dem, hvad der tjente som påskud for hans egen tilstedeværelse i Gallien, og påfølgende undertvingelse og udplyndring af landet.
En senere kilde er Tacitus med sit værk Germania. Han havde imidlertid aldrig selv været i Germanien, men ser ud til at have baseret udgivelsen på Bella Germania, et tabt værk af Plinius den Ældre, som i 40'erne havde tjent som officer på germansk område. I modsætning til Cæsar fremstillede Tacitus germanerne som "ædle vilde".
I Bella Germania omtalte Plinius hillevionerne, som boede i 500 landsbyer på øen Scatinavia, mens "bugten Codanus", sandsynligvis Øresund, nåede helt til "det kimbriske næs", sandsynligvis Jylland, hvor han mente, kimbrerne boede. Han omtalte også suiones, svionerne, som var kendt for deres fremragende skibe, og for at holde våben indelåst og bevogtet.
Efter Varus' nederlag i 9 e.Kr. i Teutoburgerskoven trak romerne sig tilbage til venstre Rhinbred, hvorved Germaniens grænse, set fra et romersk perspektiv, blev Rhinen-Donau.

## Det germanske samfund
Tacitus' billede af germanernes samfund som yderst egalitært underbygges af arkæologiske fund. Af udgravninger fremgår at alle boliger normalt var af omtrent samme størrelse. Først efter længere tids kontakt med romerne begyndte enkeltpersoner at samle rigdomme op og adskille sig fra resten af klanen ved større og bedre boliger. Ejendomsret til jord var sjælden. Ifølge Cæsar tildelte høvdingen de forskellige familier jord hvert år, for så at omfordele den helt det følgende år. Cæsar mente at germanerne bevidst ønskede et egalitært samfund og lod jorden cirkulere for at hindre enkeltpersoner i at motiveres til at fordrive de svagere i stammen for at skaffe sig mere land. Når enhver dyrkede jord der var lige så god som den mægtigste i stammen, opstod der ikke så nemt misundelse. Hos germanerne blev mennesker heller ikke købt eller solgt; men de skyldte hinanden tjenester. Kreditor pålagde skyldneren at yde en bestemt mængde korn, kvæg eller klæde, "sådan som en husmand må gøre hos os, og kun i den udstrækning, han er ufri". For romerne, der var vant til slaveri, var det forvirrende. Det egalitære princip genspejlede sig hos germanerne også i at magten lå hos folkeforsamlingen, tinget, hvor mindre sager ifølge Tacitus blev diskuteret af høvdingene, mens sager af betydning blev fremlagt for folket som helhed. Folkets uafhængighed kunne gøre det svært at få dem samlet til et møde, ifølge Tacitus op til tre dage. Præsterne bad så om stilhed, hvorefter kongen eller høvdingen greb ordet, men "folkets opmærksomhed skyldes mere vægten i talerens råd end hans myndighed til at befale". De fremmødte knurrede hvis talen vakte misnøje; men vakte den bifald, slog krigerne skjoldene sammen.
Ifølge Tacitus satte germanerne kampstyrken sammen af familiemedlemmer og skyldfolk, som sloges med det mod der kommer af gruppepres fra ligemænd. De bar kun skjolde af træ, og spydene, som de selv kaldte framea, forsynet med en kort, smal jernspids. Lansen var til tider kun en kæp de havde spidset til og hærdet i ild. Tog de som krigsbytte fra romerne våbenudstyr, som var deres eget helt overlegent, beholdt de det sjældent, men brød det itu og sænkede det i en mose som offer til guderne. Mens en romerske soldat kæmpede for betaling, kæmpede germaneren for at vise sit personlige mod, og af loyalitet mod sin høvding: "Selve hovedpunktet i hirdens troskabsed er at den forpligter sig til at forsvare ham, og give ham æren også for de bedrifter enhver selv har udøvet. Høvdingen kæmper for sejren, hirden for høvdingen," skrev Tacitus. Germanernes holdning til krig ligger middelalderens ridderideal nært, f.eks. ved at lade udfaldet af en kamp afhænge af to helte fra modstående sider, som sættes til at kæmpe mod hinanden: "De lader en fange af det folk de er i krig med, kæmpe en tvekamp med en mand udvalgt fra deres egne rækker. Begge benytter sine nationale våben," skrev Tacitus. "De har kun én form for dramatisk underholdning...Nøgne unge mænd udfører en leg hvor de i løb kaster sig frem mellem de sværd og spyd, som rettes mod dem. Øvelse har givet dem stor færdighed, som giver legen skønhed og elegance." 

## Religion
Om germanernes religion skriver Tacitus: "Af guderne dyrker de især Mercur (Odin), som de anser det for en hellig pligt at bringe menneskeofre på bestemte dage. Hercules (Thor) og Mars (Tyr) derimod forsoner de kun med de tilladte dyreofre. En del af sveberne ofrer dog også til Isis. Om årsagen og oprindelsen til denne fremmede kult véd jeg ikke meget andet end at selve gudindens symbol, der har form som en liburne, tyder på en ad søvejen tilkommen religion. Forøvrigt finder germanerne det uforeneligt med de himmelske magters storhed at lukke dem inde bag vægge og afbilde dem med menneskelige træk. Derimod indvier de lunde og skove til guderne, og med gudenavne benævner de hint hemmelighedsfulde væsen som de i kraft af deres religiøse ærefrygt kan se."
Omtalen af menneskeofre er blevet sammenstillet med danske moseofringer af mennesker kendt fra jernalderen (fra 840 f.Kr. til 95 e.Kr.) Omtalen af "lunde og skove" er blevet sammenstillet med stednavne, der indeholder gudenavne som Odin, Thor, Tyr, Njord, Frøy (Frej) og Frøya (Freja) samt "gud" og "vi" i betydningen "helligdom".
Nerthus-kulten
I sin beskrivelse af germanerne omtaler Tacitus også Nerthus-kulten. Herom skriver han: " Næst dem kommer reudignerne, avionerne, anglerne, varinerne, eudoserne, suarinerne og nuitonerne, der er beskyttede af floder og skove. Ved disse stammer taget hver for sig er der intet bemærkelsesværdigt ud over at de i fællesskab dyrker Nerthus, det vil sige Moder Jord, som de tror griber ind i menneskenes anliggender og i en vogn kører rundt til dem der dyrker hende. På en ø i Oceanet er der en hellig lund. I den står en indviet vogn, som er dækket af et klæde. Kun én præst må berøre denne. Han kan fornemme hvornår guddommen er tilstede i vognens indre, og han ledsager hende da fuld af ærefrygt når hun kører afsted i vognen, som trækkes af køer. Da er der glade dage, og alle de steder gudinden værdiger et gæstebesøg, er festsmykkede. Alle våben er da under lås og slå. Da kender de, og da elsker de kun fred og ro, indtil førnævnte præst fører gudinden, mæt og træt af samværet med dødelige, tilbage til hendes helligdom. Derpå vaskes vognen og klædet og, om man vil tro det, guddommen selv i en afsidesliggende sø. Dette har skabt en hemmelighedsfuld gysen og from uvidenhed om hvad det mon er for et væsen, som kun de til døden dømte får at se."
Skildringen af denne Nerthus-kult har været sammenstillet med arkæologiske fund af processionskøretøjer daterede til tiden omkring Kristi fødsel, der blandt andet er fundet i forbindelse med højtstående krigeres begravelse, men det menes at de samme vogne kan være anvendt i religiøs sammenhæng. Det kan i den forbindelse bemærkes at sådanne vogne er fundet i Husby i Angel, Dankirke i Sydvestjylland, Langå på Østfyn, Dejbjerg i Vestjylland, Fredbjerg i Himmerland og Kraghede i Vendsyssel. Også moseofringerne af mennesker har været set i lyset af Tacitus antydning af at processionsdeltagere efterfølgende blev dræbt.